# ژی‌ام ار
ژی‌ام ار (به فرانسوی: J.M. Erre) رمان‌نویس قرن بیستم میلادی اهل فرانسه است.